# Inscrições de Bolnissi
As inscrições de Bolnissi (em georgiano: ბოლნისის წარწერები) são inscrições em língua georgiana escritas em asomtavruli sobre a Catedral de Bolnissi Sioni, uma basílica situada em Bolnissi, no município de Bolnissi, na Baixa Ibéria, na Geórgia. As inscrições são datadas de 494.

## Inscrição

### Inscrição 1
| “ | ႵႤႣႧႤႮႨႱႩႭႮႭႱႨႩႰႤႡႭ ჃႪႨႧႭჃႰႧႣႠႠႫႠႱႤႩ ႪႤႱႨႠႱႠ cruz bolnissi ႸႨႬႠႸႤႬႣ ႠႫႨႫႠ cruz bolnissi ႰႧႧႠჃ ႷႠႬႨႱႫ cruz bolnissi ႺႤႫႤႪ ႬႨႸႤႨႼႷ cruz bolnissi ႠႪႤႬႣႠ ႫႸႰႭႫႤႪႧႠႠႫႠႱႤႩႪႤ ႱႨႠႱႠႸႨႬႠႸႤႾႤႼႨႤ ႨႨ | ” |

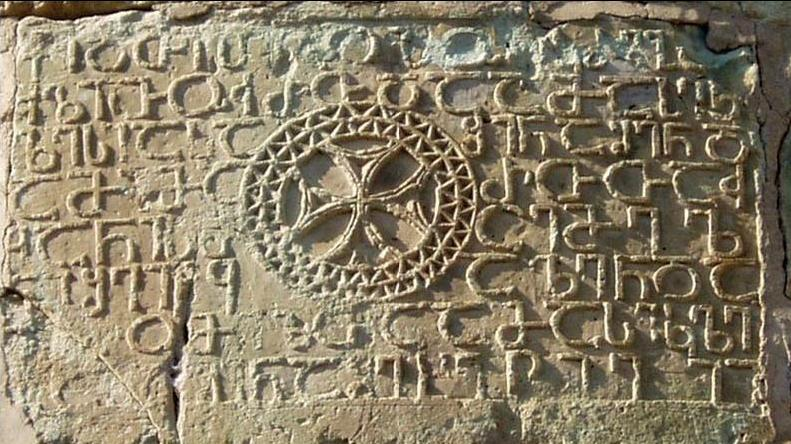
Inscrição 1

- Tradução: "Jesus Cristo, tenha misericórdia de Davi, o Bispo e aqueles que construíram esse igreja para seu culto."

### Inscrição 2

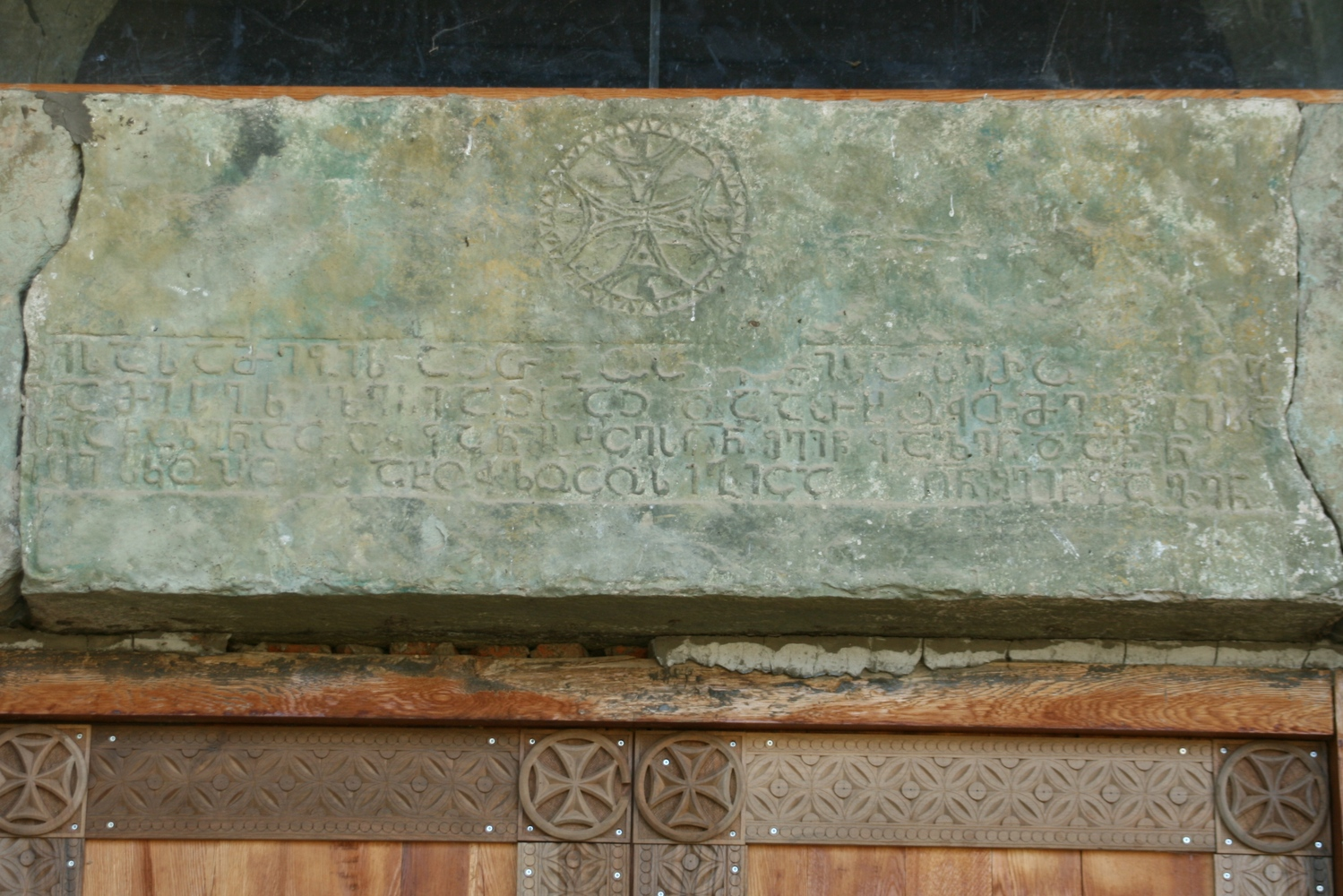
Inscrição 2

| “ | ႨႱႠႱႠႫႤႡႨႱ ႠჂႧႠႭႺ ႼႪႨႱႠႮႤႰႭႦႫႤႴ ႠႫႨႱႤႩ ႪႤႱႨႠჂႱႠჂ ႣႠႠႧႾႭჃႧႫႤႲႼႪႨႱ ႬႠႵႠႸႨႬႠႧႠჃႷႠႬႨႱႾႺႤႱႶႬႸႤႨႼႷႠႪႤႬႣႠႥႨႬႠ ႮႨႱႩႭႮႭႱႱႠႾႭჃႪႭႺႭႱႨႢႨႺႠႶႬႸႤႨႼႷႠႪႤ | ” |

- Trandução: "Com a misericórdia da Trindade, 20 anos de reinado do rei Perozes quando fundou essa igreja e 15 anos depois que foi concluída. Deus tenha misericórdia de quem mostra reverência aqui, e do construtor dessa igreja Davi o Bispo, e quem ora por ele, ó Deus tenha misericórdia, Amém."